# Theridion hispidum
Theridion hispidum är en spindelart som beskrevs av Octavius Pickard-Cambridge 1898.
Theridion hispidum ingår i släktet Theridion och familjen klotspindlar. Inga underarter finns listade i Catalogue of Life.